# Championnat du Pérou de football 1944
Navigation
Saison précédente Saison suivante
La saison 1944 du Championnat du Pérou de football est la seizième édition du championnat de première division au Pérou. Les huit clubs participants sont regroupés au sein d'une poule unique où ils s'affrontent deux fois au cours de la saison, à domicile et à l'extérieur. À la fin de la compétition, le dernier du classement dispute un barrage de promotion-relégation face au champion de Segunda División, la deuxième division péruvienne.
C'est le Sucre FC qui remporte la compétition après avoir terminé en tête du classement final du championnat, avec cinq points d'avance sur le tenant du titre, le Club Centro Deportivo Municipal et six sur le duo Universitario de Deportes-Alianza Lima. C'est le tout premier titre de champion du Pérou de l'histoire du club.

## Les clubs participants
| - Alianza Lima - Sport Boys - Sucre FC - Universitario de Deportes | - Atlético Chalaco - Club Centro Deportivo Municipal - Sporting Tabaco - Centro Iqueño |

## Compétition
Le barème utilisé pour établir le classement est le suivant :
- Victoire : 2 points
- Match nul : 1 point
- Défaite, forfait ou abandon : 0 point

### Classement
| Rang | Équipe                              | Pts | J  | G  | N | P | Bp | Bc | Diff |
| ---- | ----------------------------------- | --- | -- | -- | - | - | -- | -- | ---- |
| 1    | Sucre FC                            | 21  | 14 | 10 | 1 | 3 | 40 | 25 | +15  |
| 2    | Club Centro Deportivo Municipal (T) | 16  | 14 | 7  | 2 | 5 | 37 | 27 | +10  |
| 3    | Universitario de Deportes           | 15  | 14 | 6  | 3 | 5 | 32 | 29 | +3   |
| 4    | Alianza Lima                        | 15  | 14 | 6  | 3 | 5 | 26 | 25 | +1   |
| 5    | Sport Boys                          | 13  | 14 | 5  | 3 | 6 | 29 | 31 | -2   |
| 6    | Atlético Chalaco                    | 12  | 14 | 4  | 4 | 6 | 29 | 29 | 0    |
| 7    | Centro Iqueño                       | 12  | 14 | 4  | 4 | 6 | 24 | 28 | -4   |
| 8    | Sporting Tabaco                     | 8   | 14 | 2  | 4 | 8 | 18 | 41 | -23  |

|  | Champion du Pérou 1944                           |
|  | Participation au barrage de promotion-relégation |
|  | (T) : Tenant du titre                            |

### Barrage de promotion-relégation
Le dernier du classement, Sporting Tabaco dispute un barrage sous forme de matchs aller-retour, face au champion de Segunda Division, Ciclista Lima.
| Équipe 1           | Résultat | Équipe 2             | Aller | Retour |
| ------------------ | -------- | -------------------- | ----- | ------ |
| Ciclista Lima (D2) | 2 - 6    | (D1) Sporting Tabaco | 0 - 2 | 2 - 4  |

- Sporting Tabaco se maintient en Primera Division.

## Bilan de la saison
| Championnat du Pérou de football 1944 |                      |
| Champion                              | Sucre FC (1er titre) |
| Promotions et relégations             |                      |
| Promus en Primera División            | Aucun                |
| Relégués en Segunda División          | Aucun                |